# Štefanov nad Oravou
Štefanov nad Oravou és un poble i municipi d'Eslovàquia que es troba a la regió de Žilina, al centre-nord del país. El 2011 tenia 660 habitants. La primera menció escrita de la vila es remunta al 1355.

## Demografia
| Godina             | 1994 | 2004   | 2014    | 2024   |
| ------------------ | ---- | ------ | ------- | ------ |
| Nombre de persones | 553  | 599    | 670     | 700    |
| Diferència         |      | +8,31% | +11,85% | +4,47% |

| Godina             | 2023 | 2024   |
| ------------------ | ---- | ------ |
| Nombre de persones | 696  | 700    |
| Diferència         |      | +0,57% |